# Filip Počta
Filip Počta (19. listopadu 1859 Praha-Malá Strana – 7. ledna 1924 Praha) byl český geolog a paleontolog, profesor Univerzity Karlovy, pokračovatel Joachima Barranda. Věnoval se výzkumu zkamenělin v Čechách i dalších evropských zemích. Založil paleontologický ústav v Praze a stál v čele geologického ústavu UK. Byl autorem prvních českých učebnic paleontologie (O tvorstvu předvěkém, Rukověť paleozoologie). Velkou oblibu si získaly jeho veřejné přednášky a populárně-vědecké publikace (např. Geologické výlety po okolí pražském).

## Život
Narodil se 19. listopadu 1859 v Praze. Po maturitě na akademickém gymnáziu studoval přírodní vědy v Praze, Bonnu a Paříži.
První zaměstnání získal jako asistent profesora Antonína Friče v Českém muzeu, poté pracoval jako univerzitní asistent profesora Otomara Nováka. Roku 1888 získal titul doktora filosofie a znovu odjel na studijní cestu do Paříže, Londýna, Švédska, Rakouska a Německa.
Po návratu do Prahy se zaměřil na dokončení vědeckého výzkumu, započatého Joachimem Barrandem. Vytvořil přitom stovky výbrusů zkamenělin (uloženy jsou v Národním muzeu). Roku 1891 se habilitoval na docenta paleontologie na české univerzitě v Praze. O sedm let později se stal mimořádným a nakonec v roce 1905 řádným profesorem geologie a paleontologie; krátce poté byl rovněž ustanoven soudním znalcem.
Po jmenování profesorem založil v Praze paleontologický ústav, druhý v Rakousku (po vídeňském). Později byl jmenován ředitelem geologického ústavu UK a členem akademického senátu. Ve školním roce 1910–11 zastával funkci děkana filosofické fakulty. Stal se řádným členem Učené společnosti a České akademie věd a umění a čestným členem Société géologique de France, ukrajinského geologického spolku, Plzeňského přírodovědeckého klubu, společnosti pro výzkum Orientu a dalších organizací.
Ve vědecké práci se soustředil na zkamenělé houby, rudisty, korály a mechovce.
V posledních letech se také zaměřil na popularizaci poznatků. V pražských univerzitních extenzích i na venkově pořádal množství hojně navštěvovaných poutavých veřejných přednášek. Zpravidla je končil morálním apelem proti hrubému egoismu, který vede k válkám, popírá lásku k bližnímu a zdržuje tak pokrok lidstva; podle něj je to pozůstatek zvířeckosti, který je potřeba překonávat.
Nadšení pro vědeckou práci se mu nakonec stalo osudným. O vánočních svátcích roku 1923 pracoval v nevytopené univerzitní pracovně, nachladil se a 7. ledna 1924 zemřel na zápal plic. Pohřben byl 10. ledna na Vyšehradském hřbitově. Počátkem 21. století byl jeho hrob z důvodu nezaplacení udržovacích poplatků hřbitovní správou za podezřelých okolností prodán soukromým zájemcům, od nových majitelů jej pak koupila zpěvačka Hana Zagorová.

## Dílo
Počta byl oceňován jako vynikající paleontolog a geolog. Řadu prací publikoval v časopisech Vesmír a Rozpravy České akademie. Přispíval do Ottova slovníku naučného.
Knižně vyšly například:
- O mechovkách z korycanských vrstev pod Kaňkem u Kutné Hory (1892), viz též Kaňk
- Geologické výlety po okolí pražském (1898)
- O tvorstvu předvěkém : nauka o zkamenělinách (1900), nejstarší česká učebnice paleontologie[3]
- O dějinách tvorstva na zemi (1902), zápis veřejné přednášky
- Rukověť palaeozoologie (dva díly 1904 a 1905), učebnice paleontologie[3]
- O vodě pitné a o pramenech (1914)
- Z minulosti naší země (1914)
- Geologický obraz Čech (1918)
- Hovory geologické (1923)

Jeho poslední publikovanou prací byl článek v časopise Vesmír z října 1923 ke čtyřicátému výročí úmrtí Joachima Barranda.